# Arhopala gana
Arhopala gana är en fjärilsart som beskrevs av Corbet 1941. Arhopala gana ingår i släktet Arhopala och familjen juvelvingar. Inga underarter finns listade i Catalogue of Life.